# CSMA/CD
Em ciência da computação, CSMA/CD, do inglês Carrier Sense Multiple Access with Collision Detection, é um protocolo de telecomunicações que organiza a forma como os dispositivos de rede compartilham o canal utilizando a tecnologia Ethernet. Originalmente desenvolvido nos anos 60 para ALOHAnet - Hawaii usando rádio, o esquema é relativamente simples comparado ao token ring ou rede de controle central (master controlled networks).
- CS (Carrier Sense): Capacidade de identificar se está ocorrendo transmissão, ou seja, o primeiro passo na transmissão de dados numa rede Ethernet é verificar se o cabo está livre.
- MA (Multiple Access): Capacidade de múltiplos nós concorrerem pela utilização da mídia, ou seja o protocolo CSMA/CD não gera nenhum tipo de prioridade (daí o nome de Multiple Access, acesso múltiplo). Como o CSMA/CD não gera prioridade pode ocorrer de duas placas tentarem transmitir dados ao mesmo tempo. Quando isso ocorre, há uma colisão e nenhuma das placas consegue transmitir dados.
- CD (Collision Detection): É responsável por identificar colisões na rede.

## Funcionamento
O CSMA/CD identifica quando o meio (canal) está disponível (idle time) para a transmissão. Neste momento a transmissão é iniciada. O mecanismo CD (Collision Detection - Detecção de Colisão), ao mesmo tempo, obriga que os nós escutem a rede enquanto emitem dados, razão pela qual o CSMA/CD é também conhecido por (LWT) "Listen While Talk" - "escute enquanto fala". 
Se o mesmo detecta uma colisão, toda transmissão é interrompida e é emitido um sinal (“jam” de 48 bits) para anunciar que ocorreu uma colisão. É interessante ser salientada real importância do sinal JAM. Ele é usado pois pode ocorrer colisões caso os hosts, A e B, enviem mensagens ao mesmo tempo, sendo o sinal da colisão tão fraco que acabe não chegando ao outro host, por isso é enviado o sinal JAM. Ou seja, o sinal JAM garante que ambos os hosts irão detectar a colisão e então calcular aleatoriamente o tempo de back-off exponencial(tempo de espera). Nesse cenário, para evitar colisões sucessivas o nó espera um período de acordo com o back-off exponencial e volta a tentar transmitir.

## Detecção das colisões
Como o CD tem a capacidade de “ouvir” enquanto “fala”, o mesmo compara se a amplitude do sinal recebido é a mesma do sinal enviado. Desta forma, quando se ouve algo diferente do que foi dito, é identificada uma colisão.
Colisões são consideradas um problema, ou um erro de transmissão, apenas quando ocorrem mais de 16 vezes consecutivas, ou seja, se um determinado nó tenta retransmitir um mesmo frame mais de 16 vezes, resultando sempre em uma colisão, então tal transmissão é cancelada e passa a ser considerada um grande problema.